# Liuixalus hainanus
Espèce
Synonymes
- Philautus hainanus Liu & Wu, 2004

Statut de conservation UICN

 VU  : Vulnérable
Liuixalus hainanus est une espèce d'amphibiens de la famille des Rhacophoridae.

## Répartition
Cette espèce est endémique du xian autonome li de Lingshui dans l'île et province de Hainan en République populaire de Chine,.

## Étymologie
Cette espèce est nommée en référence au lieu de sa découverte, l'île de Hainan.

## Publication originale
- Liu, Wang, Lu, Zhao, Che & Wu, 2004 : A new species of the genus Philautus (Anura: Rhacophoridae) and winter herpetological exploration in Hainan Province, China. Sichuan Journal of Zoology, vol. 23, p. 202-207.